# Jacob Jansz van Loon

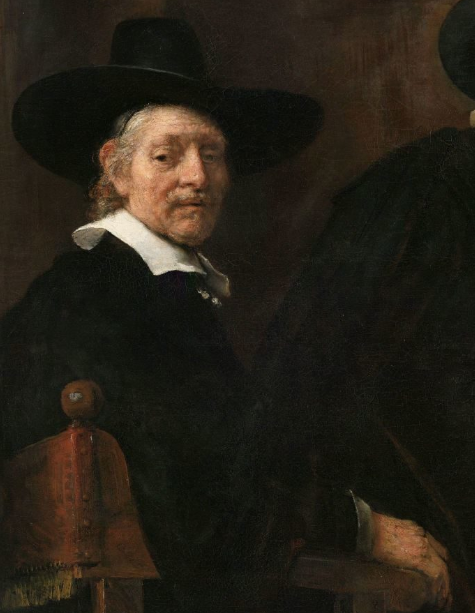
Jacob Jansz van Loon, geschilderd door Rembrandt als onderdeel van "De Staalmeesters".

Jacob Jansz van Loon (ca. 1595 – Amsterdam, 3 september 1674) was een lakenkoper en waardijn van de Amsterdamse lakenbereidersgilde. Hij is door Rembrandt van Rijn in het schilderij De Staalmeesters en de schets "Zittende staalmeester" vereeuwigd. Beide werken behoren tot de collectie van het Rijksmuseum Amsterdam. Jacob had een schuilkerk in zijn huis.

## Persoonlijk
Van Loon was Rooms-Katholiek. Zijn ouders waren Jan Jansz van Loon en Immetje Jacobs. Jacob trouwde in 1615 op het stadhuis van Amsterdam met Annetgen Gerritsdr. Het echtpaar woonde toen op de Dam. Jacob kreeg 10 kinderen. De historicus Gerard van Loon is zijn achterkleinzoon.
Jacob is op 3 september 1674 in de Nieuwe Kerk begraven.